# パタゴサウルス
パタゴサウルス（Patagosaurus）とは中生代ジュラ紀中期の現南アメリカ大陸アルゼンチンに生息した植物食恐竜の属の一つ。 竜脚類-ケティオサウルス科に属する。
属名は「パタゴニア（アルゼンチンの地名）のトカゲ」の意。

## 特徴

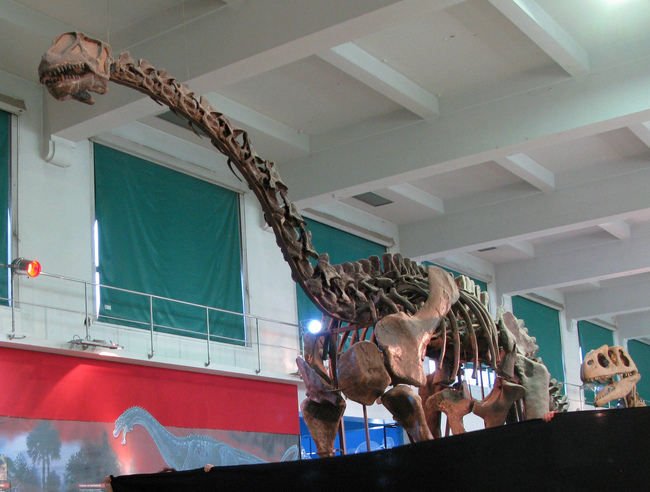
骨格標本

成長段階のちがう5体の化石が1か所から発見され、群れで暮らしていたと考えられている。古竜脚類のような原始的な特徴も持っていた。体長は約18ｍ。